# Sophronica suturevittata
Sophronica suturevittata là một loài bọ cánh cứng trong họ Cerambycidae.